# Дніпровська (станція)
Дніпровська — тупикова вантажна залізнична станція Дніпровської дирекції Придніпровської залізниці на лінії Верхньодніпровськ — Дніпровська, за 8 км на північ від станції Верхньодніпровськ. Розташована в селищі Дніпровське Кам'янського району Дніпропетровської області.
Станція обслуговує переважно ПрАТ «Дніпровський крохмалепатоковий комбінат», введений в дію у 1960 році. Пасажирське сполучення зі станцією відсутнє.